# Parochlus crozetensis
Parochlus crozetensis är en tvåvingeart som beskrevs av Serra-tosio 1986. Parochlus crozetensis ingår i släktet Parochlus och familjen fjädermyggor.
Artens utbredningsområde är Crozetön. Inga underarter finns listade i Catalogue of Life.